# Obština Vetrino
Obština Vetrino (bulharsky Община Ветрино) je bulharská jednotka územní samosprávy ve Varenské oblasti. Leží ve východním Bulharsku na jižním úpatí vysočin Dolnodunajské nížiny. Sídlem obštiny je ves Vetrino, kromě ní zahrnuje obština 9 vesnic. Žije zde necelých 6 tisíc obyvatel.

## Sídla
| - Belogradec - Dobroplodno - Gabărnica - Jagnilo | - Mlada Gvardija - Momčilovo - Neofit Rilski - Nevša | - Sredno Selo - Vetrino (sídlo správy) |

## Sousední obštiny
| Růžice kompasu | Novi Pazar      |           | Vălči Dol | Růžice kompasu |
| Růžice kompasu |                 | Sever     | Suvorovo  | Růžice kompasu |
| Růžice kompasu | Obština Vetrino |           | Suvorovo  | Růžice kompasu |
| Růžice kompasu | Jih             |           | Suvorovo  | Růžice kompasu |
| Růžice kompasu | Kaspičan        | Provadija | Devňa     | Růžice kompasu |

## Obyvatelstvo
K 15. březnu 2025 v obštině žilo 5 657 obyvatel a bylo zde trvale hlášeno 5 126 obyvatel. Podle sčítání 7. září 2021 bylo národnostní složení následující:
- Bulhaři: 2 957 (69.0 %)
- Turci: 1 052 (24.6 %)
- Romové: 150 (3.5 %)
- ostatní[p 3]: 126 (2.9 %)

V období 2011 až 2021 v obštině ubylo 235 obyvatel.